# Phrynocephalus lutensis
Espèce
Phrynocephalus lutensis est une espèce de sauriens de la famille des Agamidae.

## Répartition
Cette espèce est endémique de la province de Kerman en Iran.

## Étymologie
Son nom d'espèce, composé de lut et du suffixe latin -ensis, « qui vit dans, qui habite », lui a été donné en référence au lieu de sa découverte, Dasht-e Lut.

## Publication originale
- Kamali & Anderson, 2015 : A New Iranian Phrynocephalus (Reptilia: Squamata: Agamidae) from the hottest place on earth and a key to the genus Phrynocephalus in southwestern Asia and Arabia. Zootaxa, no 3904 (2), p. 249–260.